# Santa Solange
Solange (próx. de Burges, século IX – 880) foi uma pastora de ovelhas franca e santa cristã venerada localmente e cefalófora, cujo culto é restrito a Sainte-Solange, Cher.
Solange nasceu em uma família pobre, mas devota, na cidade de Villemont, perto de Bourges, e consagrou sua virgindade aos sete anos de idade; segundo alguns, sua mera presença curava os doentes e expulsava demônios. O filho do conde de Poitiers ficou muito encantado com a beleza e popularidade de Solange, e a abordou enquanto ela cuidava de suas ovelhas, mas ela rejeitou sua proposta. Ele discutiu com ela sem sucesso, e então decidiu raptá-la.
À noite, ele veio e levou Solange à força, mas ela lutou com tanta violência que caiu do cavalo dele enquanto atravessavam um riacho. O sequestrador ficou furioso e a decapitou com sua espada. Segundo a lenda mais desenvolvida, a cabeça de Solange invocou três vezes o Santo Nome de Jesus, e como São Dinis de Paris e outros santos em territórios gauleses, Solange pegou sua cabeça com as próprias mãos e caminhou com ela até a igreja de São Martinho, na vila de Saint-Martin-du-Crot (Sainte-Solange), onde só então caiu realmente morta.

## Veneração
Imediatamente surgiu um culto em torno dela, onde muitas curas milagrosas foram atribuídas à sua intercessão. Em 1281, um altar foi erguido em sua homenagem naquela igreja, que preservou sua cabeça decepada como uma relíquia e passou a se chamar Igreja de Santa Solange, enquanto um campo próximo onde ela havia rezado passou a ser conhecido como “Campo de Santa Solange”. Era costume dos moradores locais, em tempos de grande dificuldade, fazer uma procissão por Bourges com a cabeça relicária à frente, invocando-a contra a seca.
A festa litúrgica de Santa Solange na Igreja Católica acontece no dia 10 de maio.

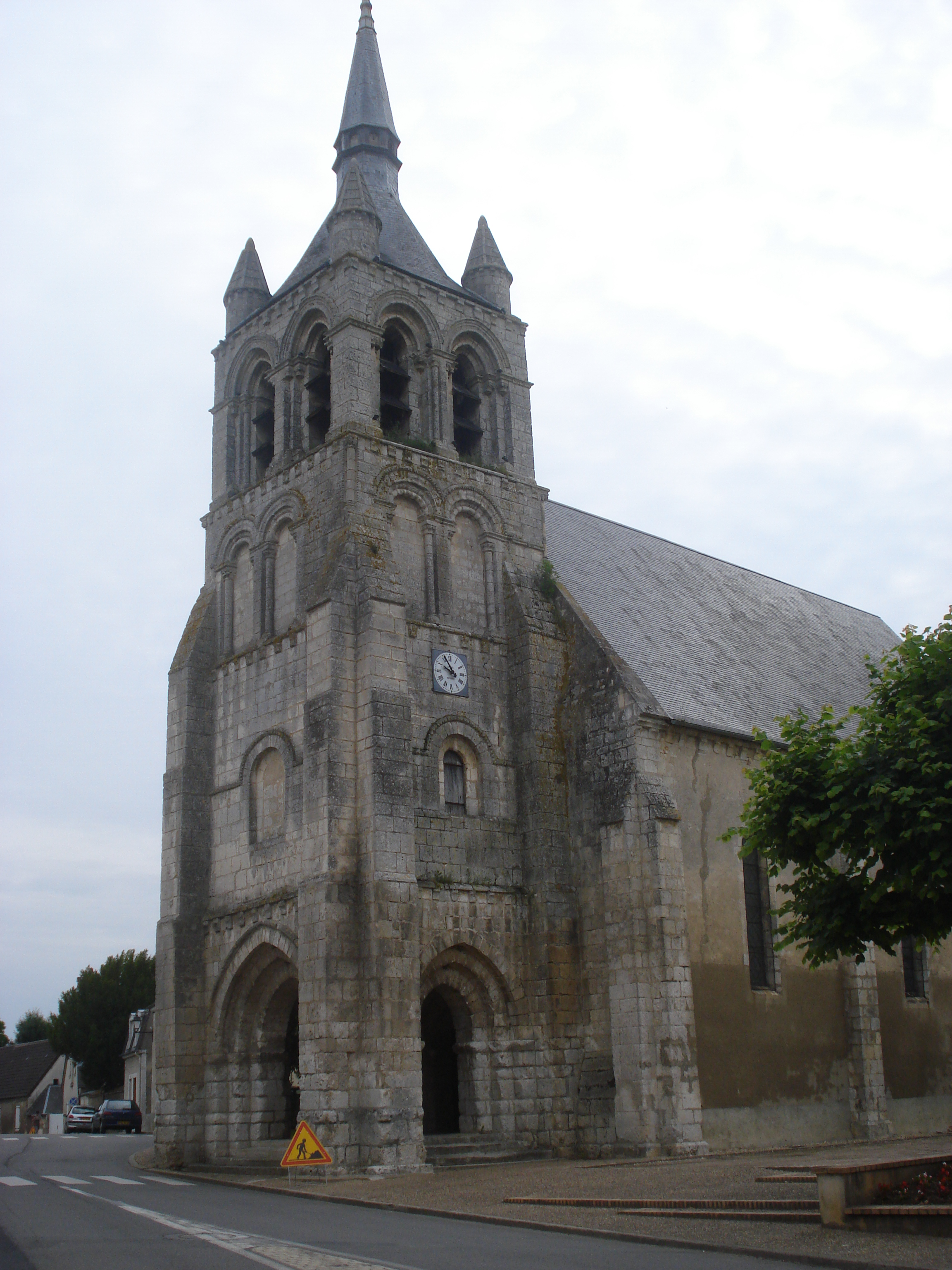
Igreja Santa Solange. Sainte-Solange, Cher, França.

1. ↑  Versão francesa de Solemnia, de acordo com J.-M. Barbé no livro Tous les prénoms, lançado em 1992.
2. ↑  Não há uma data certeira de seu nascimento ou morte, mas sabe-se que seu nascimento aconteceu próximo à Burges, no século IX (9) e sua morte no ano de 880.
3. ↑  Sainte Solange